# Carlos María Moyano
Carlos María Moyano (Mendoza, 4 de novembre de 1854 – ciutat de Buenos Aires, 7 d'octubre de 1910) va ser un militar i explorador argentí.

## Primeres exploracions
Nascut en el si d'una família procedent de la veïna província de San Juan, als 20 anys es va incorporar a l'armada argentina. El 1876 va prestar serveis com a segon del capità Luis Piedrabuena en la goleta Santa Cruz.
El 1877 es va incorporar com a cartògraf i topòraf a l'expedició de Francisco Pascasio Moreno i durant 4 mesos van remuntar el riu Santa Cruz, batejaren el llac Argentino, van visitar el llac Viedma, van donar nom al turó Fitz Roy i van descobrir el llac Sant Martín. Van demostrar que aquest últim desembocava en l'oceà Pacífic i que no era la font del riu Chalía, però que quedava completament en aquest costat de la serralada dels Andes.
El 1878, ascendit a tinent de marina, va explorar al costat de Ramón Lista el riu Chico fins a les seves fonts, descobrint el llac Quiroga. Va descobrir diversos jaciments menors de carbó mineral, que més tard servirien per a orientar el tinent Del Castillo en la cerca d'aquest mineral, i el descobriren bastant més al sud, a riu Turbio.
Al novembre va participar de l'anomenada expedició Py que, al comandament del comodor Luis Py, va remuntar el riu Santa Cruz i va explorar els territoris al sud d'aquest curs que encara eren disputats per l'estat xilè, enarborant la bandera argentina l'1 de desembre en el Cañadón Misioneros. Anava a la recerca d'un pas practicable fins a l'oceà Pacífic, però no el va trobar. En canvi, va explorar el turó Fitz Roy, demostrant que no era un volcà, com es creia. En aquests tres viatges, va fer mapes detallats (amb rius, muntanyes i boscos) de totes les zones explorades. Aquest any es va crear la subdelegació naval de Santa Cruz. Moyano va ser nomenat subdelegat als 24 anys. Es va instal·lar al Puerto Santa Cruz i la seva principal preocupació va ser conèixer el territori i instal·lar-hi pobladors.
El 1878, la seva tercera expedició el va portar novament al llac Sant Martín per una nova ruta.

## Després de la conquesta del desert
El 1879, intentant repetir el viatge de George Chaworth Musters —que havia viatjat amb els tehueltxes des de punta Arenas fins al riu Negro— es va internar per les sendes de la preserralada fins a la desembocadura del riu Chubut, per explorar la possibilitat de punts d'aigua necessaris per a transportar bestiar des de l'estret cap a les noves terres a poblar.
El 1880 i 1881 va explorar un nou camí per la costa al llarg de tota aquesta zona, en un recorregut molt llarg que va acabar a la zona de Trelew. El recorregut que va fer va resultar més tard la ruta més apropiada per a portar bestiar a les conques dels rius Santa Cruz i Gallegos; malgrat ser molt més llarga que la ruta de la costa (actual ruta nacional 3), tenia bons punts d'aigua gràcies a la presència dels rius Senguer, Deseado i Chico i els seus afluents. D'altra banda, en ser el primer explorador d'aquestes regions, va atorgar a l'Argentina títols per secundar les seves reclamacions de sobirania.
El 1881 va ser nomenat representant al congrés geogràfic internacional de Venècia, on va destacar per les seves exploracions. Al seu retorn, va fer una nova exploració des del riu Santa Cruz fins al Deseado, més propera a la costa; va descobrir jaciments de carbó i de caolí, però també va comprovar que no hi havia aigua en absolut (per allà passa actualment la ruta 3).
Després va ser cridat a Buenos Aires a integrar l'estat major de l'armada. Durant la seva estada, va visitar el cacic tehueltxe Orkeke, un cap pacífic que havia estat capturat i enviat a Buenos Aires per una ordre arbitrària del general Lorenzo Vintter. Li va oferir cavalls per tornar a la Patagònia, però l'indi va contestar que el viatge no es podia fer en ple estiu (el clima de Buenos Aires a l'agost li resultava estiuenc): poc després moria a Buenos Aires.
El 1883 va recórrer els territoris fins a l'oceà Pacífic. Va ser la seva exploració més ambiciosa i detallada, viatjant per tota la conca dels rius Santa Creu, Coig i Gallegos, arribant fins a les ries xilenes de la zona de Puerto Natales, i per fi a punta Arenas, sobre l'estret de Magallanes. Va visitar les Torres del Paine, el llac Sarmiento de Gamboa (a Xile) i la costa sud del llac Argentino, demostrant que el llac Rico és un braç d'aquest, separat per la glacera que avui es diu Perito Moreno.

## Governador de Santa Cruz
El 1884 va ser nomenat primer governador del territori nacional de Santa Cruz (després província de Santa Cruz). Després d'organitzar les colònies de Puerto Santa Cruz, Rio Gallegos i Puerto Deseado, va tractar d'entusiasmar inversors per colonitzar aquesta regió. El 1885 va fer un viatge a les illes Malvines, on va comprar ovelles i carbó; també va conèixer una jove anglesa, Ethel Turner, neboda del governador colonial britànic establert a les Malvines, amb la qual es casaria l'any següent. De retorn, va portar materials per construir els primers edificis del que seria Puerto Santa Cruz.
Es va embarcar en l'expedició al canal de Beagle, al comandament d'Augusto Lasserre, que buscava impressionar i forçar el reconeixement de la sobirania argentina en el sud de Tierra del Fuego per part dels xilens. Van ocupar la missió anglicana de badia Ushuaia i van deixar formada l'actual ciutat d'aquest nom.
James Douglas Lewis, polític de Santa Cruz nascut a Puerto Argentino/Stanley, va dir el 2007 davant el Comitè de Descolonització de les Nacions Unides:
| « | És interessant conèixer que el capità Carlos María Moyano (primer governador del territori de Santa Cruz, les restes del qual descansen en aquesta "capital històrica" de Puerto Santa Cruz), es va casar amb una illenca: Ethel Turner, cosa que reflecteix el gran acostament de les illes amb el continent en aquells temps. Aquest va ser el segon casament celebrat al territori nacional de Santa Cruz. Molts illencs es van destacar i tant ells com les seves famílies continuen sent molt respectats com a integrants plens de la comunitat. El meu cas és similar, i en un país generós com l'Argentina, tant jo, com milers d'immigrants, s'han pogut desenvolupar seguint els seus costums i creences en llibertat i harmonia amb la resta dels habitants. | » |

## Últimes actuacions
Va deixar la governació el 1887, i el seu successor va ser el seu amic Ramón Lista. Poc després, aquest traslladaria la capital a Rio Gallegos.
El seu últim viatge, el va realitzar el 1890, enviat secretament pel canceller Estanislao Zeballos, des de la costa fins a la serralada del territori del Chubut, quan va descobrir i va batejar el llac General Paz.
Dos anys més tard, va ser el primer director de l'Oficina de Límits Internacionals del Ministeri de Relacions Exteriors, càrrec que va ocupar cinc anys. Va seguir ocupant càrrecs secundaris en aquest ministeri fins a 1905. Durant tots aquests anys, es va dedicar a organitzar els mapes amb els quals l'Argentina defensava els seus drets en els Andes Patagons.
Va morir a Buenos Aires a l'octubre de 1910.

## Moyano, explorador i geògraf
Moyano és el més notable explorador geògraf del país. Era un home pràctic: mentre gairebé tots els altres exploradors perdien molt de temps i esforç en exploracions geològiques i botàniques, a Moyano, li interessaven el possible ús dels camins i rius i l'exactitud dels límits amb Xile.